# Port lotniczy Caballococha
Port lotniczy Caballococha (IATA: LHC, ICAO: SPBC) – port lotniczy położony w Caballococha, w Regionie Loreto, w Peru.